# Ludvig Eklund
Ludvig August Eklund, född 13 januari 1839 i Sankt Olofs församling, Östergötlands län, död 17 juli 1898 i Ronneby, Blekinge län (folkbokförd i Norrköpings norra församling, Östergötlands län), var en svensk skolman, tidningsman och riksdagsman.
Eklund blev student vid Uppsala universitet 1857, filosofie doktor 1866, adjunkt vid Norrköpings högre allmänna läroverk 1868 samt lektor i historia och svenska 1870 vid Jönköpings högre allmänna läroverk och kom 1876 tillbaka till Norrköpings högre allmänna läroverk, nu som lektor.
Eklund redigerade från 1875 Norrköpings Tidningar, som blev ett av landsortspressens mest betydande organ i konservativ och tullskyddsvänlig riktning och stod (sedan 1888) den protektionistiska regeringen ganska nära.
Eklund representerade Norrköpings stad i riksdagens andra kammare 1891–1896 och Östergötlands län i första kammaren 1898.